# Lainio
Lainio – rzeka w Szwecji o długości 266 km. Wypływa z jeziora Rostojávri na granicy Szwecji z Norwegią. Uchodzi do Torne w pobliżu wsi Palokorva w gminie Pajala w okręgu Norrbotten.